# Robert Knox (anatoom)

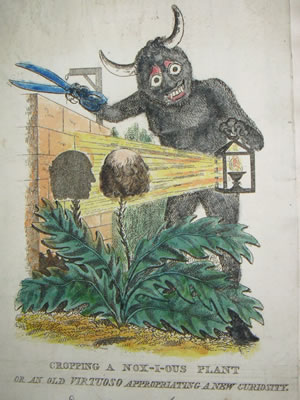
Karikatuur van Knox als lijkenpikker

Robert Knox (Edinburgh, 4 september 1791 – Hackney, 20 december 1862) was een Schots anatoom en bioloog. 

## Jeugd en opleiding
Zijn vader Robert Knox werkt in het Heriot's Hospital in Edinburgh, zijn moeder Mary Sherer kwam uit een boerenfamilie van Duitse afkomst. Als kind leed Knox aan de pokken, wat hem onder andere een blind oog bezorgde. In 1810 begon hij een studie geneeskunde aan de Universiteit van Edinburgh, die hij in 1814 afrondde. In Londen werkte hij als leerling in een ziekenhuis, waarna hij in 1815 naar een ziekenhuis in Brussel ging om gewonde soldaten van de Slag bij Waterloo bij te staan. Na terugkomst in Engeland werkte hij in een ziekenhuis in Hampshire.
In april 1817 werd hij naar Kaap de Goede Hoop gestuurd om te dienen tijdens de Grensoorlogen. Hij verdiepte zich hier in zoölogie, geografie, etnologie en geneeskunde. Vanwege een conflict met een andere officier werd Knox op een zijspoor gezet en keerde hij in 1820 weer terug naar Engeland. In 1824 trouwde hij met Mary Russell.

## Docent anatomie
Knox schreef artikelen voor de Wernerian Society en de Royal Society of Edinburgh over zoölogie en anatomie. Van 1825 tot 1831 was hij actief betrokken bij het museum voor anatomie en pathologie, dat op zijn voorspraak was opgericht. In 1826 werd Knox docent in de anatomie; hij bracht de opleiding naar een hoog niveau en trok grote aantallen studenten. Zijn lessen werden zo populair dat hij drie keer per dag college moest geven. De schaduwzijde van het succes was dat er een gebrek aan lijken ontstond ten behoeve van de lessen. De gebruikelijke aanvoer van geëxecuteerden was onvoldoende en daarom liet Knox zich in met William Burke en William Hare, die mensen vermoordden om de lijken te verkopen. Toen Burke en Hare in 1828 werden opgepakt, bleek dat Knox twaalf lijken van hen had gekocht. Hij ontkende dat hij weet had van de herkomst van de lijken; ook Burke gaf aan dat Knox niet op de hoogte was geweest.
Toch keerde de publieke opinie zich tegen Knox. De Royal Society of Edinburgh startte een onderzoek en kwam tot de conclusie dat Knox onschuldig was; wel had hij zorgvuldiger moeten omgaan met de aanschaf van lijken.
Ondanks deze vrijspraak ging het met zijn carrière bergafwaarts. De studentenaantallen namen af en Knox hield zich vooral bezig met het aanvallen van de universiteit en zijn collega's. In 1841 overleed zijn vrouw aan de gevolgen van de geboorte van hun zesde kind; in 1842 stierf zijn vierjarige zoontje John. Na een ruzie met collega John Reid over een ontdekking in de placenta – Knox claimde de ontdekker te zijn – vertrok hij uit Edinburgh en ging naar Londen. Hij kwam moeilijk aan werk, gaf kort les in Glasgow, vertaalde Franse anatomische werken en schreef voor medische tijdschriften.

## Rassentheorieën

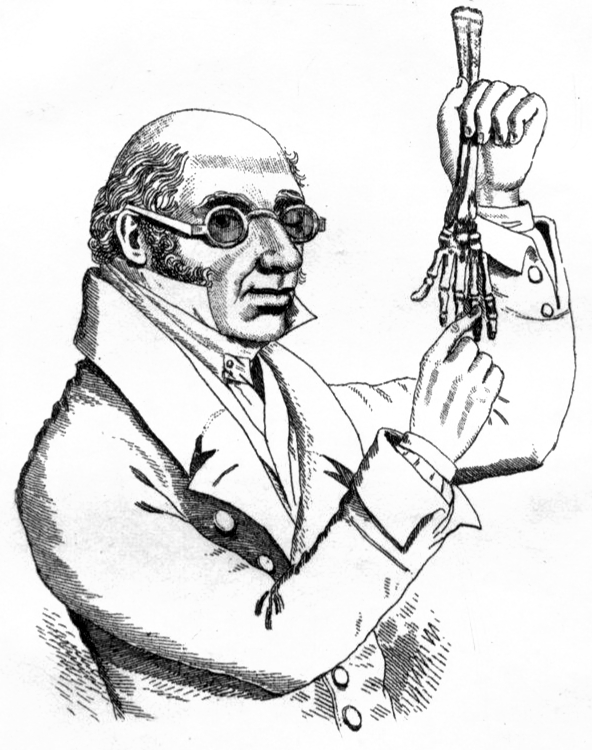
Robert Knox

In 1846 verzorgde hij lezingen onder de noemer The races of men, waarin hij zijn rassentheorieën uiteenzette. De gedrukte versie van 1850 werd een bestseller. Volgens Knox waren de verschillende mensenrassen niet uitwisselbaar en hadden ze elk hun eigen kenmerken, waarbij het blanke ras ver boven het zwarte ras stond. Zijn theorieën, die braken met het Verlichtingsdenken, waren pessimistisch en ontkenden elke vorm van menselijke vooruitgang. Hij hing een raciaal determinisme aan dat elke beschavingsmissie uitsloot en dat afstamming en ras bepalend achtte voor het menselijke gedrag en beschavingsniveau. Het vermengen van rassen beschouwde hij als schadelijk. 
Hij was zeer categoriek in het toedichten van raskenmerken én in het verbinden van drastische politieke gevolgen aan zijn theorieën. Het "Keltische ras", waartoe hij de Fransen, de Ieren, de Schotten en de Welshmen rekende, schreef hij een afschuw van werk en een lust naar geweld en bloedvergieten toe. Daarom konden de werkschuwe Ieren volgens hem de heerschappij van de nijvere Engelsen, behorend tot het "Saksische ras", niet verdragen en moesten ze uit Ierland worden verdreven, liefst door "eerlijke middelen". Aangezien ze onverbeterlijk boosaardig waren, moesten overwegingen van rechtvaardigheid wijken voor machiavellisme. De Joden rekende hij tot het "negroïde ras" en noemde hij cultureel steriele parasieten.
Ondanks zijn bijdragen aan wetenschappelijk racisme was hij ook een fel tegenstander van kolonialisme en slavernij. Zijn publicaties leverden hem in 1860 het erelidmaatschap op van de Ethnological Society of London en een jaar later het lidmaatschap van de Franse tegenhanger in Parijs.
Knox kwam echter moeizaam aan werk. Uiteindelijk werkte hij als patholoog-anatoom in het Cancer Hospital in Brompton en was hij arts in Hackney. Zijn enige nog in leven zijnde kind, Edward, ondersteunde hem. Op 9 december 1862 stortte Knox ineen en kwam niet meer bij bewustzijn. Op 20 december overleed hij. Hij werd begraven op Brookwood Cemetery in Woking.

## Trivia
- In de de film Burke and Hare uit 2010 vertolkte Tom Wilkinson de rol van dokter Robert Knox.